# Tatiana Țîbuleac
Tatiana Țîbuleac (ur. 1978 w Kiszyniowie) – rumuńsko-mołdawska pisarka i dziennikarka.
Córka dziennikarza i redaktorki, absolwentka wydziału Dziennikarstwa i Komunikacji na Państwowym Uniwersytecie Mołdawskim. Jako dziennikarka prowadziła rubrykę „Prawdziwe historie” w dzienniku „Flux” (od 1995) i pracowała w PRO TV (od 1999).
W 2008 przeprowadziła się do Paryża i porzuciła dziennikarstwo, aby skoncentrować się na życiu rodzinnym i pisaniu. Zadebiutowała kolekcją 50 opowiadań (które początkowo publikowała na Facebooku), dotyczących doświadczenia migracyjnego – Fabule Moderne. W 2017 wydała powieść Lato, gdy mama miała zielone oczy, która została przetłumaczona m.in. na hiszpański, francuski, polski, norweski, portugalski i niemiecki i sprzedała się w ponad 10 000 egzemplarzy. Polskie tłumaczenie zostało uznane przez „Książki. Magazyn do Czytania” za jedną z dziesięciu najlepszych książek, które ukazały się w 2021 roku.

## Twórczość
- Fabule Moderne (zbiór opowiadań, 2014)[1]
- Lato, gdy mama miała zielone oczy (oryg. Vara în care mama a avut ochii verzi , powieść, 2017; wydanie polskie 2021, przekł. Dominik Małecki, Wydawnictwo Książkowe Klimaty[5])[1]
- Szklany ogród (oryg. Grădina de sticlă, powieść, 2018; wydanie polskie 2023, przekł. Kazimierz Jurczak, Oficyna Literacka Noir sur Blanc/Wydawnictwo Książkowe Klimaty)[6]

## Nagrody
- Nagroda Mołdawskiego Stowarzyszenia Pisarzy za Lato, gdy mama miała zielone oczy (2017)[3]
- nagroda czasopisma „Observatorul cultural” za Lato, gdy mama miała zielone oczy[7]
- nagroda Observator Lyceum na festiwalu FILIT w Jassach za Lato, gdy mama miała zielone oczy (2018)[1]
- Nagroda Cálamo za Lato, gdy mama miała zielone oczy (2019)
- Nagroda Literacka Unii Europejskiej za Szklany ogród (2019)[1]
- Literacka Nagroda Europy Środkowej Angelus (Nagroda Czytelników im. Natalii Gorbaniewskiej) za Szklany ogród (2024)[8]